# Sertão
Sertão (phát âm tiếng Bồ Đào Nha: [sɛhˈtɐ̃w̃]) là một trong bốn phân vùng chính của miền đông bắc Brasil.